# Mężec liścioplamy
Mężec liścioplamy (Ephebopus foliatus) – gatunek pająka z infrarzędu ptaszników i rodziny ptasznikowatych. Zamieszkuje północną Amerykę Południową.

## Taksonomia
Gatunek ten opisany został po raz pierwszy w 2008 roku przez Ricka C. Westa, Samuela Marshalla, Caroline Sayuri Fukushimę i Rogéira Bertaniego na łamach „Zootaxa”. Jako lokalizację typową wskazano wybrzeże Essequibo w okolicy Gunn’s Strip w Gujanie. Epitet gatunkowy oznacza po łacinie „liściowaty” i odnosi się do wzoru na opistosomie tego pająka.
Według wyników analizy filogenetycznej przeprowadzonej przez Westa i współpracowników w 2008 roku tworzy on w obrębie rodzaju klad z E. cyanognathus i E. uatuman cechujący się obecnością żółtych obrączek na odnóżach.

## Morfologia
Ptasznik średniej wielkości. Samice osiągają od 29 do 38 mm długości ciała przy karapaksie długości od 11,5 do 15 mm i szerokości od 10 do 13 mm. Holotypowy samiec miał długość ciała 29,5 mm przy karapaksie długości około 11,5 mm i szerokości około 10,5 mm. Samica jest rudobrązowa z ciemniejszymi odnóżami mającymi wąskie, poprzeczne, żółte obrączki między członami, z których najszersze leżą między udami a rzepkami. Samiec jest złotobrązowy z brązowymi odnóżami mającymi żółte obrączki między udami a rzepkami. U obu płci występują długie, rude szczecinki, a na grzbietowej stronie opistosomy (odwłoku) znajduje się słabo widoczny wzór o kształcie liścia dębu z czterema klapkami. Dłuższy niż szeroki karapaks ma lekko wyniesioną częścią głowową, wyraźne rowki głowowe i tułowiowe, prostą i głęboką jamkę oraz szerszy niż długi, równomiernie wysklepiony wzgórek oczny. Oczy pary przednio-bocznej i przednio-środkwej leżą na równi, natomiast pary tylno-bocznej nieco bardziej z przodu niż pary tylno-środkowej. Brak jest nadustka. Szczękoczułki mają od 9 do 13 ząbków na przednich krawędziach bruzd. Włoski parzące zlokalizowane są w łatce w odsiebnej części przednio-bocznej powierzchni ud nogogłaszczków. Kolejność par odnóży od najdłuższej do najkrótszej to: I, IV, II, III
Samce mają na goleniach pierwszej pary odnóży apofizy (haki) goleniowe złożone z dwóch gałęzi, z których krótsza ma pojedynczy megakolec nasadowy na powierzchni wewnętrznej, a dłuższa jeden przedwierzchołkowy megakolec na powierzchni wewnętrznej i jeden przedwierzchołkowy megakolec na powierzchni zewnętrznej. Nogogłaszczki samca cechuje kulistawy bulbus z długim, cieńszym niż u innych przedstawicieli rodzaju, zwężającym się ku szczytowi i tam lekko zakrzywionym embolusem. Genitalia samicy zawierają dwie dość wąsko odseparowane, kolumnowate spermateki, najszersze u podstawy i stopniowo się ku wierzchołkom zwężające, po bokach zaopatrzone w wyniesione zmarszczki.

## Ekologia i występowanie
Gatunek neotropikalny, znany wyłącznie z lokalizacji typowej w górze rzeki Essequibo w Gujanie. Podawany z rzędnych 240 m n.p.m. Zasiedla nadrzeczne równikowe lasy deszczowe. Znane nauce osobniki spotykano wędrujące nocą po pniach drzew na wysokości od 1 do 4 metrów nad poziomem gruntu.